# Victor Sydorenko
Pour les articles homonymes, voir Sydorenko.
Victor Sydorenko (en ukrainien : Сидоренко Віктор Дмитрович) né le 31 décembre 1953 à Taldykourgan, au Kazakhstan, alors partie de l'URSS, est un enseignant ukrainien, conservateur de musée, peintre, créateur d'objets, de montages photographiques aussi bien qu'un auteur de textes scientifiques et publicitaires.

## Biographie
Victor Sydorenko est né dans une famille victime de la répression du régime stalinien. Dès l’âge de huit ans, il s’intéresse à la peinture, et à dix ans, à la photographie.
Après avoir fini ses études secondaires et effectué son service militaire, Victor Sydorenko entre à l’Institut d’art industriel de Kharkov (The Kharkov State Academy of Design and Arts) dont il sort diplômé avec mention en 1979.
Élève du professeur B. Kosarev, gagnant du prix national d’URSS, il devient en 1981 étudiant en troisième cycle de l’atelier de l’École des Beaux-Arts d’URSS. (Sous la supervision de V. Ivanov, professeur, membre de l’Académie des Arts d’URSS et gagnant du précédent prix national d’URSS). Parallèlement, Victor Sydorenko travaille comme directeur artistique sur le film The Anatomy of the Miracle dirigé par V. Ivanov.

## Œuvre
Victor Sydorenko est un des leaders de l’art contemporain ukrainien. Le parcours de Victor Sydorenko, qui va du réalisme au néo-avant-gardisme, ouvre la voie d’une créativité pleinement libérée à la dernière génération qui a grandi et travaillé sous le régime totalitaire. Le Temps, la Mémoire et l’Histoire sont les concepts centraux de son travail, lequel extrapole leurs différentes lectures à travers le langage de l’image et de l’objet. Des réalités spécifiques de notre temps, comme le problème de mémoire, l’héritage post-totalitaire, les questions d’identité de l’individu dans le monde moderne qui deviennent de plus en plus complexes, les attentes de l’individu dans le nouveau modèle global de construction de vie, entrent dans la sphère des intérêts créatifs de l’artiste. Parallèlement, l’orientation de ses recherches créatives concerne également le passé, mais avec une relation sous-jacente à l’héritage culturel dé-idéologisée, avec l’utilisation de toutes les possibilités offertes par l’arsenal des nouveaux médias. 
Depuis le début de la création de son projet L'Amnésie (1995), l’idée de « renouveau de la mémoire dans les fragments du passé » n’a pas quitté la conscience créative de Victor Sydorenko et tous ses projets postérieurs ont été construits sur la base de l’expérience concrète de l’enfance, l’adolescence, de la jeunesse.
La thématique totalitaire sous toutes ses formes et apparences devient l’objet de la recherche de Sydorenko dans son projet Danses rituelles (1997). L’auteur la considère comme un phénomène global de l’idéologie liberticide, qu’elle soit issue de la politique, de sectes, de dictatures religieuses dans lesquelles l’individu n’est pas seulement asservi par un processus spirituel, mais également physique. Le projet exclut tout ancrage dans l’espace et le temps et toutes références au passé soviétique. Son sens profond est de donner à voir la sensation particulière d’avilissement, de crise spirituelle paroxystique, présente à la conscience des personnes vivant sous la rigueur totalitaire.
L’effondrement total du traditionnel système de valeurs humanistes est présent dans le projet « Cytochronismus »(2002) dans lequel d’impressionnantes craquelures symbolisent le « Syndrome Asthénique ». L’artiste explore le thème des microstructures du monde et de la communication avec le monde réel, des influences et des actions de la sphère spirituelle.
Avec son projet Les Meules du temps, il a fait, dans un esprit néoclassique, une œuvre remarquable, à plusieurs niveaux, dont la spécificité est la permanente évolution. Cela devient évident dans sa capacité à évoluer différemment en fonction de l’espace où elle est exposée sans perdre son concept majeur, tant dans sa constante adaptabilité que dans la finesse de perception de toutes ses composantes médiatiques. Cela conforte la justesse de la thèse qui dit que la véracité du regard de « l’instant présent » est dans la totalité des fragments du processus, dans la mouvance des sentiments, modelée par la pensée, l’imaginaire, recherchant avec une certaine nostalgie la cohérence et l’unité. 
Les quêtes d’une identité propre au sein du collectif social ont abouti dans le triomphe de l’unification. C’est ainsi que l’artiste suggère de déchiffrer le mot hybride pris dans le titre de l’exposition Authentification (2006). Victor Sydorenko ne s’arrête pas là : le mécanisme qui est mis en action et génère des métaphores, force l’auteur à discerner un essai de momification dans une coiffure banale. Ce triomphe d’un corps ressemble à la métamorphose d’un tronc en un  mannequin préfabriqué, lequel remplacera définitivement la personne dans son moule social. Et seul ce mannequin aura une chance de survivre et d’accéder à l’immortalité.
Dans le projet Lévitation (2008-2009) l’artiste met en avant un jeu d’illusion optique, créé par une teinte rouge visqueuse et dense et par l’espace avec habité par des photos d’avion de grand format et l’installation. Les représentations humaines, étirées et ascendantes dans l’espace, font perdre tous repères, localisation  et même vous-même.

## Prix
- 1996, Kiev, Ukraine. "La Section d'or" au Festival d'Art.
- 2000, Kiev, Ukraine. "La Palette d'or» au "Jour d'ouverture de millénaire".
- 2003, Kiev, Ukraine. Médaille d'or de l'Académie des Beaux Art de l'Ukraine.
- 2005, Magdebourg, Allemagne. L'auteur du meilleur projet au Ve Festival international de l'Art.

## Biennales
- 2003 - "Les Meule du temps", le projet personnel à la 50e Biennale de Venise. L'auteur et commissaire du projet.
- 2007 - « La poème de ma mer intérieure », le projet Ukrainien à la 52e Biennale de Venise. Le cocommissaire.

## Collections
- Le musée national d'Art de l'Ukraine
- Le musée des Beaux Arts de Kharkiv, Ukraine
- Le musée des études régionales de Krasnograd, Ukraine
- Le musée de l'Histoire et des Beaux Arts de Stakhanov, Ukraine
- Le musée d'art contemporain Kiasma, Helsinki, Finlande
- Le ministère de la culture et d'art de l'Ukraine
- Galerie d'art Ismayil, Ukraine
- L'école d'art de l'université Yale, États-Unis
- Collection de Jean Jaques Ludovikovich Viella, Versailles, France
- Collection de Wolfgang Beckers et Berbel Kroll, Laugenfeld, Allemagne
- Collection de Peter Schunk, Berlin, Allemagne
- Collection de Y.A. Yevtushenko, Moscou, Russie
- Le palais du Président, Alma-Ata, Kazakhstan

## Essais scientifiques
- Вдосконалювати художній процес (Améliorer un processus d'art) //Образотворче мистецтво (Art Visuel). 1987. № 5;
- На переломі (On crisis) // Образотворче мистецтво (Visual art). 1988. № 2;
- Проникнення в таємницю вічності (La pénétration dans le secret d'éternité) // Образотворче мистецтво (Art Visuel). 1994. № 2;
- Венеціанські Бієнале і проблеми сучасного мистецтва в Україні. (Les Biennales Vénitiennes et les problèmes d'art modernes en Ukraine) В зб.: Сучасне мистецтво (L'art moderne). Вип. 1. К., 2004;
- Непосредственность восприятия (La spontanéité de perception) // Понедельник (Le Lundi). 2004. №14;
- Мистецьке одкровення Харкова. (La révélation créatrice de Kharkov) В зб.: Сучасне мистецтво (L'art moderne). Вип. 3. К., 2006;
- Візуальне мистецтво від авангардних зрушень до новітніх спрямувань. (L'art visuel de l'avant-garde se déplace aux plus nouvelles directions) К., 2008. (La recherche monographique);
- FIAC 08: погляд зблизька (FIAC 08: Vue à une distance courte) //Курсив (L'italique). - 2009. - №2.